# Імпортна квота
Імпортна квота — нетарифні кількісні (вартісний або натуральний) способи обмеження ввезення певних товарів у країну. А також — економічний показник, що характеризує вагомість імпорту для національного господарства в цілому, а також для окремих галузей і виробництв з різних видів продукції.